# پست برق

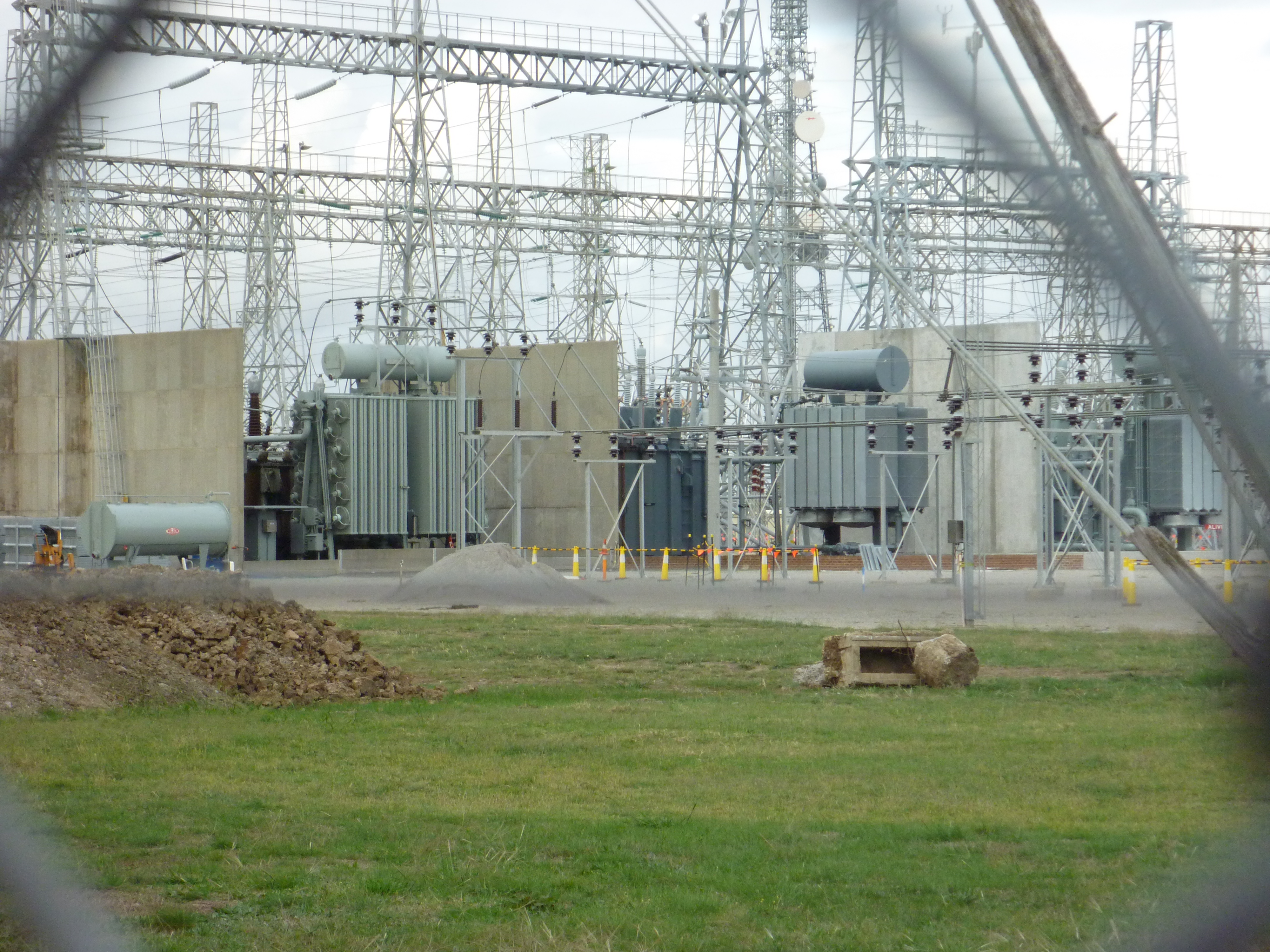
یک پست ۵۰ هرتز در ملبورن. سه ترانس از ۵ ترانس 220 kV/66 kV پست در تصویر قابل مشاهده است. همچنین بین ترانس‌ها دیواره‌های بتنی ساخته شده‌است تا در صورت انفجار ترانس یا آتش‌سوزی حتی الامکان از ایجاد خسارت برای باقی قسمت‌ها جلوگیری شود.

پست الکتریکی ایستگاهی فرعی است که در مسیر تولید، انتقال یا توزیع انرژی الکتریکی، ولتاژ را به وسیله ترانسفورماتور به مقادیر بالاتر یا پایین‌تر تغییر می‌دهد. توان الکتریکی می‌تواند از میان شمار زیادی پست بین نیروگاه و مصرف‌کننده (توانگیر) بگذرد و ولتاژ آن در طول مسیر بارها تغییر کند.
پست‌هایی که از ترانسفورماتورهای افزاینده بهره می‌گیرند موجب افزایش ولتاژ؛ و به این ترتیب کاهش جریان می‌شوند، درحالی‌که پست‌هایی که از ترانسفورماتورهای کاهنده بهره می‌گیرند، ولتاژ را کاهش داده و جریان را افزایش می‌دهند.

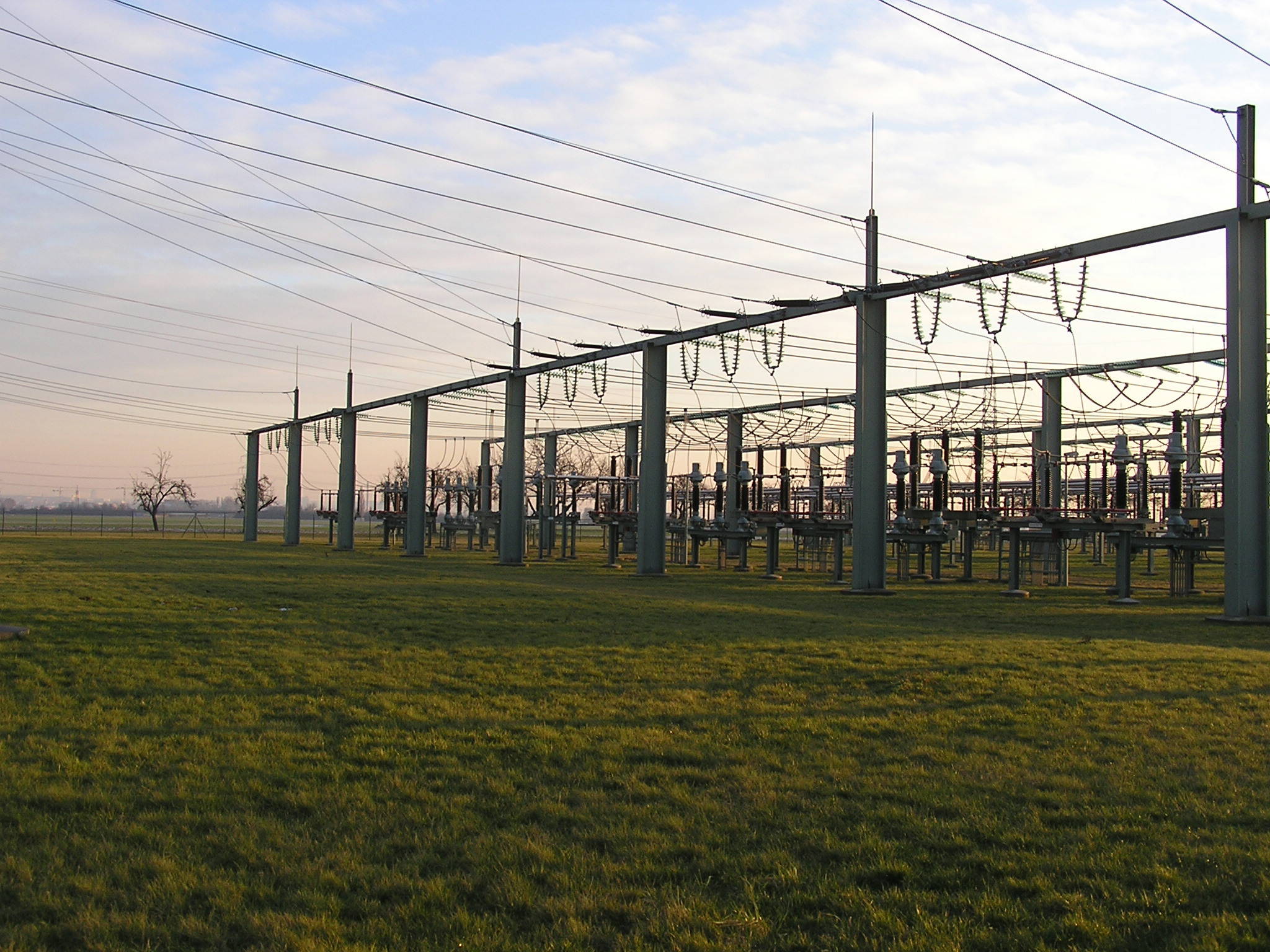
یک پست ۱۱۰ کیلوولت در آلمان

## قسمت‌های مختلف یک پست
switch yard :محلی است برای نصب و استقرار تجهیزات فشار قوی که به صورت منظم تجهیزات آن نصب می‌شود.
اتاق کنترل
مکان سر پوشیده‌ای جهت انجام عملیات مانور و کنترل روی تجهیزات، محل آن باید بگونه‌ای باشد که بر روی سویچ یارد تسلط داشته و به اندازه کافی پنجره داشته باشد.
اتاق حفاظت
مشابه اتاق کنترل است با این تفاوت که مکان نصب و فرمان رله‌های حفاظتی می‌باشد که معمولاً با اتاق کنترل در یک مکان می‌باشد.
باتری خانه
محلی است برای نصب منابع DC مورد نیاز پست، برای تأمین ولتاژ مورد نیاز جهت فرمان و عملکرد رله‌ها.
Trench :ارتباط بین تجهیزات موجود در Switch Yard با اتاق حفاظت و کنترل از طریق کانال‌های به نام Trench صورت می‌پذیرد.
زمین موجود پست
دیوار کشی پست
کارگاه جهت تعمیرات ضروری 

## اجزای یک پست

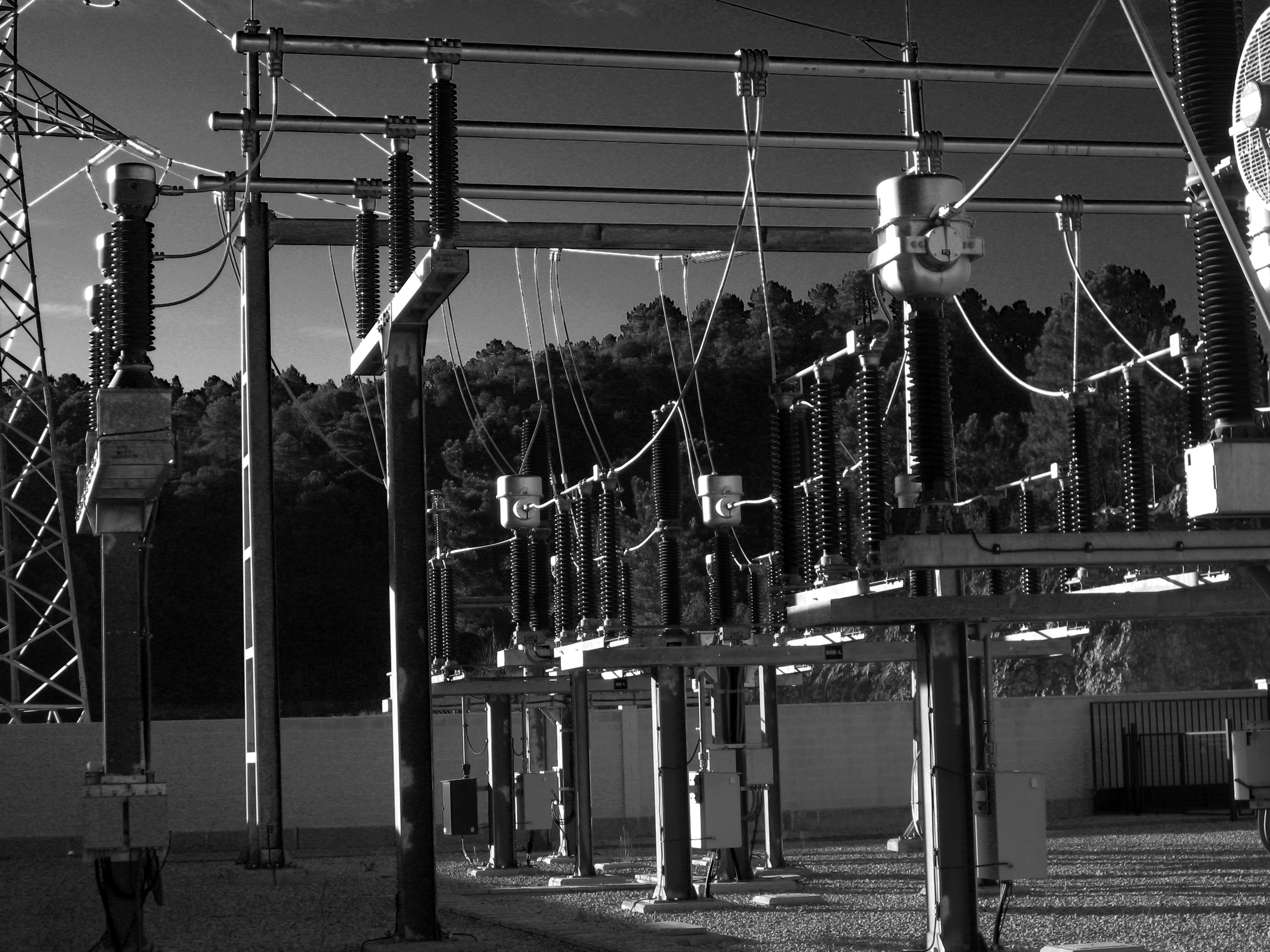
پست الکتریکی ایستگاهی فرعی

یک پست روی هم رفته دارای تجهیزات سویچ، سیستم‌های حفاظت (پناه)، کنترل و همچنین یک یا چند ترانسفورماتور است. در پست‌های بزرگ از مدارشکن‌ها یا دژنکتور برای برش هرگونه اضافه جریان برخاسته از اتصال کوتاه یا اضافه بار بهره برده می‌شود. در پست‌های کوچکتر می‌توان از سکسیونر یا فیوز برای محافظت از مدارهای منشعب بهره گیرند. پست‌ها (معمولاً) دارای ژنراتور نیستند اگرچه نیروگاه‌ها شاید در نزدیکی خود پست داشته باشند. از دیگر موارد موجود در یک پست الکتریکی می‌توان تجهیزات نگهدارنده پایان خط، تابلوی فشار قوی، تابلوی فشار ضعیف، جرقه‌گیر، سیستم کنترل، سیستم زمین و سیستم‌های اندازگیری می‌شود، همچنین ممکن است از تجهیزات دیگری مانند خازن‌های اصلاح ضریب توان یا تنظیم‌کننده ولتاژ نیز در پست استفاده شود.
پست‌های الکتریکی با توجه به کاربردشان ممکن است بر روی پهنه (سطح) زمین و در حصار، زیر زمین یا درون ساختمان‌ها ساخته شوند. ساختمان‌های بسیار بلند ممکن است دارای چندین پست الکتریکی داخلی باشند. از پست‌های داخلی بیشتر در مناطق شهری و برای کاهش صدای ناشی از ترانسفورماتورها، ملاحظات بصری شهر و محافظت تابلوها از تأثیرات آلودگی هوا و دگرگونی آب و هوا بهره برده می‌شود. در مناطقی که از حفاظ فلزی در اطراف پست استفاده می‌شود باید این حفاظ زمین شده باشد تا از نگرانی برق گرفتگی در موارد ایجاد جریان خطا در پست استفاده شود. پیش آمد خطا در شبکه و تزریق جریان ناشی از آن به زمین در پست می‌تواند مایه افزایش پتانسیل در مناطق کنار پست شود. این افزایش پتانسیل در اطراف پست مایه پیدایش یک جریان در طول حصارهای فلزی می‌شود و در این زمان‌ها ولتاژ حصارها می‌تواند با ولتاژ زمینی که فردی بر روی آن ایستاده بسیار دگرسان باشد که این مایه افزایش ولتاژ تماس تا اندازه‌ای خطرناک خواهد شد.

## انواع پست
انواع پست را از نظر کارکرد و ولتاژ به ۴ دسته تقسیم می‌شوند.
- پست انتقال (فوق توزیع)
- پست توزیع
- پست جمع‌کننده
- ایستگاه‌های سویچ

### پست انتقال
وظیفه پست انتقال (یا فوق‌توزیع) اتصال ۲ یا چند خط انتقال است. ساده‌ترین حالت زمانی است که ۲ خط دارای ولتاژ یکسان هستند. در این موارد پست دارای مدارشکن‌هایی است، تا در صورت نیاز، مثل انجام تعمیرات، مدار را از شبکه جدا کند. یک پست انتقال ممکن است دارای ترانسفورماتور برای تبدیل ۲ولتاژ انتقال یا تجهیزات تنظیم اختلاف فاز باشد.
پست‌های انتقال ممکن است ساده یا پیچیده باشند. یک ایستگاه کوچک سوئیچینگ گذشته از چند مدارشکن چیزی بیشتر از یک گذرگاه ندارد. درحالی‌که یک پست انتقال بزرگ، منطقه بزرگی را با چندین ولتاژ پوشش می‌دهد و دارای تجهیزات متعدد حفاظتی و کنترلی (خازن‌ها، رله‌ها، سوئیچ‌ها، مدارشکن‌ها و ترانسفورماتورهای جریان و ولتاژ) است. سطح ولتاژ پست‌های انتقال بیش از، ۶۳ کیلوولت می‌باشد و عموماً شامل مقیاس‌های ۴۰۰، ۲۳۰، ۱۳۲ یا ۶۳ کیلوولت می‌باشد..

### پست توزیع
وظیفه یک پست توزیع، تحویل گرفتن  توان از سیستم انتقال و تحویل آن به سیستم توزیع است. از نظر اقتصادی و ایمنی، وصل مصرف‌کننده‌ها به‌طور مستقیم به شبکه انتقال به صرفه نیست؛ بنابراین پست توزیع، ولتاژ را تا میزانی مناسب برای مصرف‌کننده‌ها کاهش می‌دهد.
برای ورودی یک پست توزیع حداقل از دو خط انتقال استفاده می‌شود. ولتاژ ورودی به پست‌های توزیع به استانداردهای هر کشور وابسته‌است با این حال ولتاژ ورودی به پست‌های توزیع معمولاً ولتاژی متوسط بین ۲٫۴ تا ۳۳ کیلوولت است. گذشته از تغییر ولتاژ، وظیفه پست توزیع ایزوله کردن هر یک از شبکه‌های توزیع یا انتقال از خطاهای رخ داده در دیگری است. پست‌های توزیع ممکن است وظیفه تنظیم ولتاژ را نیز بر عهده داشته باشند، البته در مسیرهای توزیع طولانی (چندین کیلومتر) تجهیزات تنظیم ولتاژ در طول خط نصب می‌شوند.
پست‌های توزیع پیچیده را بیشتر می‌توان در مراکز شهرهای بزرگ دید.
قابلیت اطمینان پست توزیع نقش مهمی در قابلیت اطمینان سیستم کلی دارد و می‌توان آن را برحسب تعداد دفعات یا مدت‌زمان رخدادهای منجر به خروج تجهیزات تعریف کرد. بر اساس چیدمان‌های مختلف قطع کن‌های مدار و نیز طرز قرار گرفتن باس بار در پست توزیع، معمولاً ۵ پیکربندی مختلف برای پست توزیع به‌صورت زیر تعریف می‌شود:
- پیکربندی تک باس با یک قطع کن
- پیکربندی دو باس با یک قطع کن به‌صورت کوپلر باس
- پیکربندی دو باس با یکی و نصفی قطع کن
- پیکربندی دو باس با دو قطع کن
- باس حلقه‌ای یا چهار قطع کن به‌صورت مش

### پست جمع‌کننده
در روش‌های تولید پراکنده مانند استفاده از انرژی بادی، ممکن است به پست جمع‌کننده نیاز باشد. این پست‌ها تا حدودی شبیه پست‌های توزیع هستند با این تفاوت که رانش توان معکوس است؛ یعنی از سمت توربین‌های بادی به سمت شبکه انتقال. معمولاً به دلیل ملاحظات اقتصادی سیستم جمع‌آوری‌کننده در سطح ولتاژ حدود ۳۵ کیلوولت عمل می‌کند و سپس پست جمع‌آوری ولتاژ را تا سطح ولتاژ انتقال برای وصل به شبکه انتقال بالا می‌برد. این پست‌ها همچنین دارای تجهیزات اندازگیری و اصلاح ضریب توان نیز هستند. در حالت خیلی خاص، یک پست الکتریکی دارای دستگاه برگرداننده برق HVDC است.
همچنین، پست الکتریکی جمع‌کننده را می‌توان در مکان‌هایی که چندین نیروگاه حرارتی یا برق‌آبی در نزدیکی هم وجود دارند یافت. نمونه‌ای از این پست‌ها براویلر (Brauweiler) در آلمان و هرادک (Hradec) در جمهوری چک است؛ که انرژی نیروگاه‌های زغال‌سنگی نزدیک هم را جمع‌آوری می‌کند.

### ایستگاه‌های سویچ
یک ایستگاه سویچ به پستی گفته می‌شود که ترانسفورماتور ندارد و تنها در یک سطح ولتاژ عمل می‌کند. ایستگاه‌های سویچ گاهی به صورت ایستگاه‌های جمع‌کننده و توزیع‌کننده ظاهر می‌شوند. گاهی به منظور سویچ جریان پشتیبان خطوط موازی در هنگام بروز خطا مورد استفاده قرار می‌گیرند. نمونه‌ای از این ایستگاه، ایستگاه Inga-Shaba است.

## طراحی

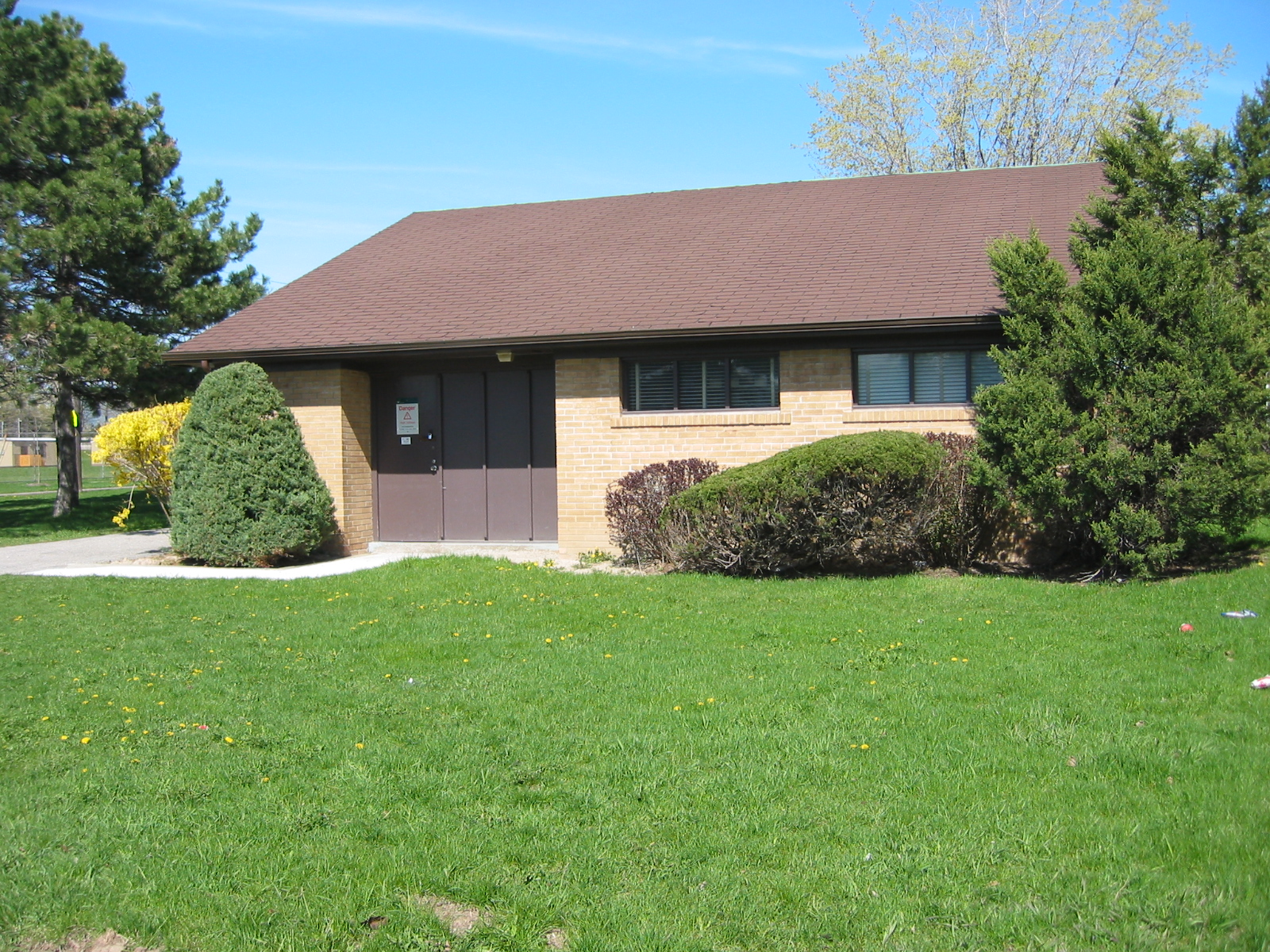
یک پست الکتریکی در کانادا که به صورت یک خانه طراحی شده. تابلوی اخطار در ورودی به راحتی قابل رویت است.

بزرگترین ملاحظات در مهندسی قدرت هزینه و قابلیت اطمینان تأسیسات طراحی شده هستند. یک طراحی خوب در تلاش است تا تعادلی را بین این ۲ به وجود آورد تا بتواند بدون هزینه اضافی، به بیشترین قابلیت اطمینان دست پیدا کند. یک طراحی خوب، باید امکان توسعه شبکه را نیز در صورت نیاز، دارا باشد.
در انتخاب محل نصب پست الکتریکی باید به عوامل مختلفی توجه کرد. برای انتخاب محل مناسب باید به امکان دسترسی به پست برای انجام عملیات تعمیر یا نگهداری توجه کافی داشت. در منطقی که قیمت زمین بالا است (مانند مناطق شهری) استفاده از تجهیزات کوچک (کمپکت) بسیار پراهمیت است. محل باید دارای اتاقی اضافه برای امکان توسعه پست باشد تا در صورت نیاز بتوان تجهیزات جدیدی را در آن نصب کرد. تأثیر محیطی بر کار پست نیز باید در موقع طراحی مورد توجه قرار گیرد. ملاحظات مربوط به سیستم زمین و افزایش پتانسیل باید مورد محاسبه قرار گیرد تا با استانداردهای لازم مغایرت نداشته باشد.

## جانمایی

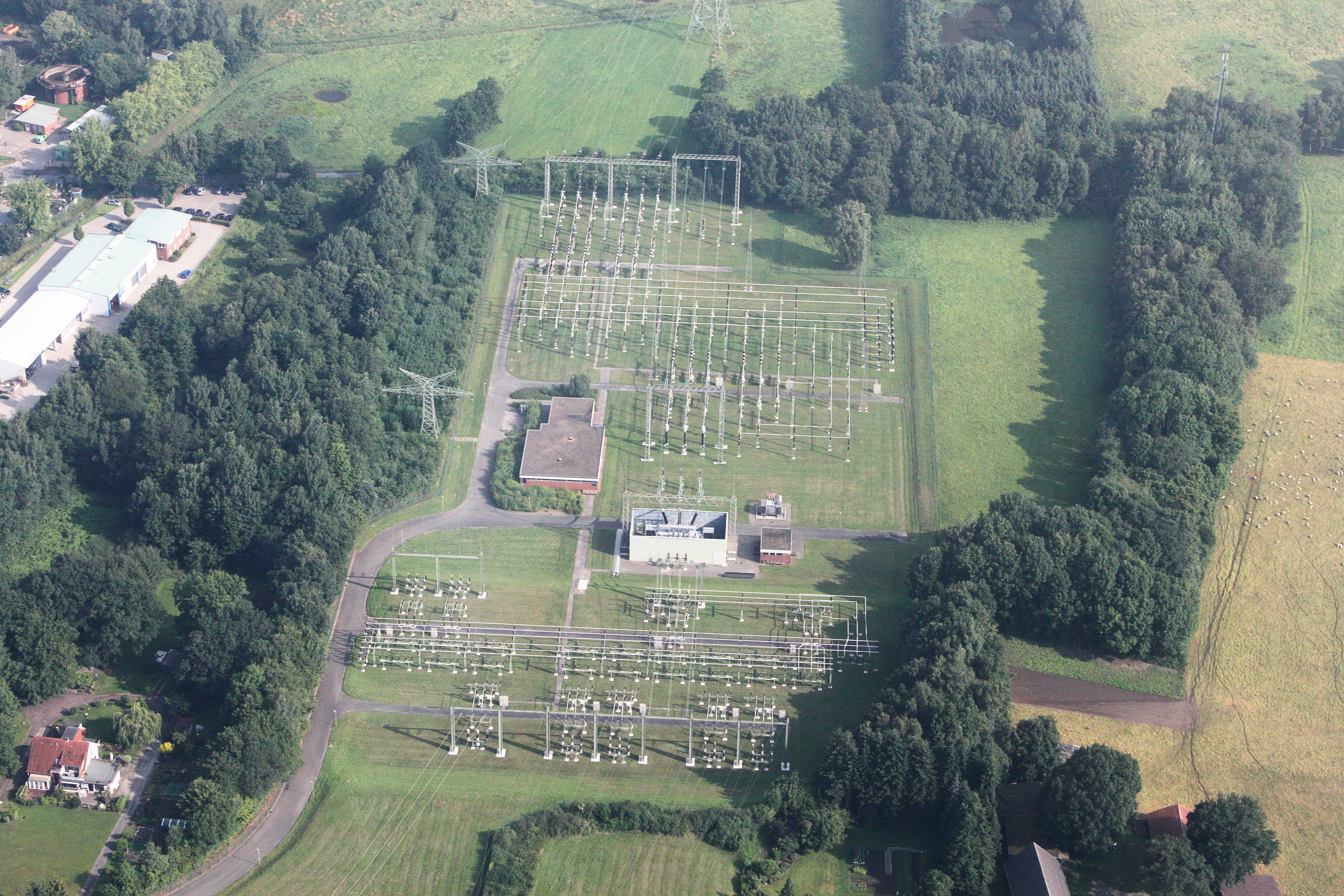
پست الکتریتی بین شهری.

اولین قدم برای طراحی یک پست الکتریکی آماده کردن یک دیاگرام تک خطی ساده‌شده‌است که ترتیب سوئیچ‌ها و تجهیزات محافظ‌کننده مدار و همچنین خطوط ورودی، خروجی فیدرها یا خطوط انتقال را نشان دهد. این دیاگرام می‌تواند از نرم‌افزارهایی همچون ePLAN تهیه شود.
خطوط ورودی تقریباً همیشه دارای سکسیونر و مدارشکن قدرت (دژنکتور) هستند. در برخی موارد خط دارای هر دوی آن‌ها نمی‌باشد و با استفاده از یک سکسیونر یا دژنکتور نیاز مدار برطرف می‌شود. از سکسیونرها برای جداسازی یا ایزوله کردن قسمتی از مدار استفاده می‌شود، زیرا این کلیدها قابلیت قطع مدار زیر بار را ندارند. از دژنکتور معمولاً برای قطع خودکار جریان‌های خطا استفاده می‌شود اما ممکن است برای قطع یا وصل بار نیز مورد استفاده قرار گیرد. زمانیکه یک جریان خطای بزرگ از میان دژنکتور عبور می‌کند با استفاده از یک ترانسفورماتور جریان میزان جریان تشخیص داده می‌شود. ممکن است از جریان خروجی ترانسفورماتور جریان به عنوان جریان تغذیه دژنکتور برای قطع مدار استفاده شود. این عملکرد موجب جدا شدن مدار معیوب از بقیه مدار می‌شود و این امکان را فراهم می‌کند که بقیه مدار با کمترین ضربه به کار خود ادامه دهد. دژنکتورها و سکسیونرها ممکن است به‌طور محلی (از داخل پست) یا از خارج به وسیله مرکز کنترل نظارتی فرمان بگیرند.
پس از سوئیچ‌ها، خطوط با ولتاژی مشخص به یک یا چند شینه وصل می‌شوند. این شین‌ها معمولاً به صورت سه‌تایی مرتب شده‌اند چراکه استفاده از سیستم توزیع سه‌فازه به‌طور گسترده‌ای در سراسر جهان رایج است.
ترتیب استفاده از سکسیونرها، دژنکتورها و شین‌ها سیستمی را به وجود می‌آورد که به‌طور اختصاصی دارای محاسن و معایبی از نظر هزینه و قابلیت اطمینان است. در اصطلاح، به این ترتیب، سیستم شین‌بندی پست می‌گویند. در پست‌های مهم ممکن است از سیستم شین‌بندی رینگ یا دوبل استفاده شود، به این ترتیب در این پست‌ها با بروز خطا در هر یک از خطوط شبکه می‌تواند بدون وقفه به کار خود ادامه دهد و همچنین این امکان برای شبکه به وجود می‌آید تا بدون نیاز به قطع مدار عملیات تعمیر یا نگهداری از کلیدها انجام شود. پست‌هایی که تنها برای تغذیه یک بار صنعتی مورد استفاده قرار می‌گیرند معمولاً از کمترین میزان کلیدها و تدارکات استفاده می‌کنند.
زمانی که از ولتاژهای مختلف برای وصل به شین‌ها استفاده می‌شود بین سطوح مختلف ولتاژ از ترانسفورماتور استفاده می‌شود. هر ترانسفورماتور نیز به نوبه خود دارای یک مدارشکن است تا در صورت بروز خطا در آن، بقیه مدار را از ترانسفورماتور جدا کند.

## سوئیچینگ به وسیله پست
یکی از وظایف مهم که به وسیله پست انجام می‌شود راه‌گزینی (مسیر دهی) یا سوئیچینگ است که به معنای قطع یا وصل خطوط انتقال یا مصرف‌کننده‌ها از یا به شبکه‌است. این راه‌گزینی‌ها ممکن است از پیش برنامه‌ریزی شده باشند یا به‌طور اتفاقی صورت گیرند.
ممکن است نیاز باشد که خط‌های انتقال یا تجهیزات موجود در پست برای انجام تعمیرات یا عملیات گسترش مانند اضافه کردن یک ترانسفورماتور از شبکه جدا شوند. برای انجام چنین عملیاتی به هیچ وجه کل شبکه را قطع نخواهند کرد بلکه کل عملیات، حین کار شبکه صورت می‌گیرد.
در صورت بروز یک خطا در شبکه یا یک قسمت از تجهیزات موجود در پست نیز این ضرورت ایجاد خواهد شد که این قسمت از مدار جدا شود بدون آنکه تأثیری چندانی در کار دیگر قسمت‌ها داشته باشد. در این موارد وظیفه پست‌ها خواهد بود تا قسمت‌ها آسیب دیده بر اثر باد، قوس الکتریکی یا هر دلیل دیگری را از شبکه خارج کنند.